# Верхнячка (селище)
Верхня́чка (кол. Яворовець) — селище в Україні, в Христинівській міській громаді Уманського району Черкаської області. Розташоване на обох берегах річки Верхнячка (притока Уманки) за 5 км на північний схід від міста Христинівка. Населення становить 3 447 осіб (станом на 1 січня 2022 р.).

## Історія
Територія сучасної Верхнячки та її околиць була заселена людьми ще з IV тисячоліття до н. е. Про це свідчать виявлені тут залишки поселень трипільської, білогрудівської та черняхівської культур.
На місці майбутньої Верхнячки в старовину, задовго до заснування села, проходив татарський Чорний шлях. Тож, цій місцевості довелося бути свідком багатьох драматичних та героїчних чинів. Так, за словами одного літопису, у квітні 1497 року тут, на витоках Уми (сучасної Уманки) князями Михаїлом та Василем Острозькими дощенту була розгромлена значна татарська ватага, що поверталася з плюндрування України, було вбито ханового сина Ахмата та полонено якогось Мамишю-Биру.
Заснована Верхнячка не раніше кінця 1630-х років, як Яворовець. Перша згадка про Верхнячку належить до 1646 року, коли чернігівський воєвода Мартин Калиновський віддав її у заставу разом з іншими селами за 1,5 тис. злотих. 1664 року тут нараховувалося 23 оподаткованих димів (дворів).
У XVIII столітті населення Верхнячки зростало. 1768 року налічувався 81 двір, а через 25 років — 141 кріпацьке господарство (839 мешканців).
З 1793 року Верхнячка у складі Правобережної України відійшла до Російської імперії.
Село швидко почало зростати після того, як поміщик Ясинський 1845 року збудував цукроварню. Виробництво на ній було побудоване на ручній праці кріпаків. Тягловою силою переважно були воли. 1859 року цукроварню перебудовано, встановлено паровий двигун. Хоча цукроварня була невелика, примітивність її обладнання вимагала значної кількості робочих рук. Це й сприяло збільшенню населення. 1864 року в селі мешкала 1381 особа.
Згідно з уставною грамотою 1865 року в селі налічувалося 240 дворів, з них: тяглих — 98, піших — 128 та городників — 14. Їх земельні наділи дорівнювали 1223 десятинам, з якої 1086 десятин було орної і сіножатей.
У 80-х роках XIX століття цукроварню придбав австрійський капіталіст Дітріх. Він став розширювати виробництво, що привело до збільшення посівних площ цукрових буряків. Щоб збільшити продуктивність і підвищити врожайність цукрових буряків в 1899 році в селі відкрито селекційну станцію.
За описом 1912 року у Верхнячці поміщикові Василю Чернову належало 858 десятин землі, 433 селянським господарствам 1216 десятин. 24 господарства були безземельними, 48 — мали менше десятини, 126 від 1 до 2 десятин. 51 двір не мав худоби, а 412 — коней.
З початком Першої світової війни майже 75 % чоловічого населення призовного віку було мобілізовано на фронт. Близько 100 з них загинули, ще більше повернулися інвалідами.
У приміщенні колишньої церковнопарафіяльної школи ще 1919 року відкрито початкову школу. Через рік тут працювали заводський клуб, а в кінці 1921 року — школа фабрично-заводського навчання.
Після низки змін влади під час Визвольних змагань, у січні 1920 року в селі розпочалася радянська окупація. 
З 1923 року по 1927 рік Верхнячка була районним центром, потім увійшла до Христинівського району.
25 жовтня 1929 року в селі створено сільськогосподарську артіль.
Під час Голодомору 1932—1933 років, тільки за офіційними даними, від голоду померло 394 мешканця села.

### Друга світова війна
31 липня 1941 року село було окуповане німецькими військами. 9 березня 1944 року село зайняли воїни 206-ї стрілецької дивізії 27-ї армії 2-го Українського фронту. За роки війни понад 400 жителів села воювали на фронтах, 250 з них загинули, 362 учасника війни нагороджені урядовими нагородами.

### Післявоєнні роки
По закінченню війни почалася відбудова села. Вже 1 вересня 1944 року відкрилися середня та семирічна школи.
В 1959 році в селі відкрито цегельний завод. В цьому ж році місцевий колгосп став укрупненим господарством. До нього приєдналися господарства із сусідніх Багачівки, Вербуватої та Пеніжкового. Колгосп мав 4156 га земельних угідь, в тому числі 3894 га орної землі. Господарство спеціалізувалось на відгодівлі молодняка великої рогатої худоби й птиці. З 1961 року він став називатися «Росія».
В 1960 році Верхнячку віднесено до категорії селищ міського типу. Того ж року побудовано будинок культури. В 1965 році споруджено нове приміщення середньої школи.
Станом на 1972 рік в селі працювали дільнича лікарня на 50 ліжок, поліклінічне відділення з рентгенівським, електрокардіологічним, операційним та іншими кабінетами, середня і восьмирічна школи, 3 дитячих садка. 5 бібліотек селища мали книжковий фонд 57 тисяч томів. Населення становило 5500 осіб.
2008 рік, Верхняцький цукровий завод, що дав поштовх у розвитку села у XIX столітті, безжально знищено — порізано на металобрухт.
8 жовтня 2012 року Народний депутат України від Партії регіонів Валерій Бевзенко звернувся до правоохоронних органів та центральних органів виконавчої влади з вимогою перевірити свавілля працівників лісництв Черкаської області у зв'язку з вирубкою дубів у селищі.

### Сучасність
Інфраструктура сучасної Верхнячки: дитячий садок, загальноосвітня школа, навчально-виховний комплекс, дитяча школа мистецтв, міжшкільний навчально-виробничий комбінат, стадіон районного значення, бібліотека з фондом, який був зібраний з усіх раніше існуючих бібліотек селища, два будинки культури, краєзнавчий музей, дільнична лікарня з поліклінічним відділенням, храм Святого Івана Богослова УПЦ МП, храм Святих Петра і Павла УПЦ КП, відділення поштового зв'язку, яке обслуговує населення селища та прилеглих сіл району, філія Ощадбанку, три аптеки, ряд торгових точок-магазинів та кафе, ринок, який працює тричі на тиждень.
Верхнячка має досить хороше транспортне сполучення з Христинівкою та Уманню. До Христинівки автобуси відправляються щопівгодини, окрім того є ще чимала кількість транзитних рейсів. До Умані автобуси ходять вісім разів на добу. До Києва — двічі на добу. У селищі працює свій автоперевізник.
Господарство. У селищі діють чотири агрофірми, найстаріша в області дослідно-селекційна станція, бітумний (асфальтний) завод, ковбасний цех (зараз у законсервованому стані), донедавна працювала хлібопекарня.

## Населення

### Мовний склад
Рідна мова населення за даними перепису 2001 року:
| Мова       | Чисельність, осіб | Доля     |
| ---------- | ----------------- | -------- |
| Українська | 4 192             | 97,69 %  |
| Російська  | 78                | 1,82 %   |
| Інше       | 21                | 0,49 %   |
| Разом      | 4 291             | 100,00 % |

## Культурна спадщина
|                                   |
| Контора цукрозаводу (поч. XX ст.) |

|                               |
| Комора селекстанції (1904 р.) |

|                                    |
| Лабораторія селекстанції (1899 р.) |

|                                    |
| Огорожа селекстанції (поч. XX ст.) |

|                          |
| Братська могила партизан |

|                                   |
| Братська могила радянських воїнів |

|                              |
| Пам'ятник воїнам-односельцям |

|                                   |
| Пам'ятний знак жертвам Голодомору |

## Відомі люди
- Боржинський Федір Кіндратович — дипломат і розвідник.
- Гребенюк Володимир Якович — заслужений працівник культури України, музикант, композитор.
- Денисюк Борис Іванович (1921—2010) — радянський хірург.
- Макушок Маркел Омелянович (1881—1952) — радянський зоолог.
- Мельник Юрій Федорович — доктор сільськогосподарських наук, член-кореспондент Української академії аграрних наук, Герой України, міністр аграрної політики України (2006—2010).
- Нікіфорова Надія Яківна (* 1953) — український художник.

## Галерея

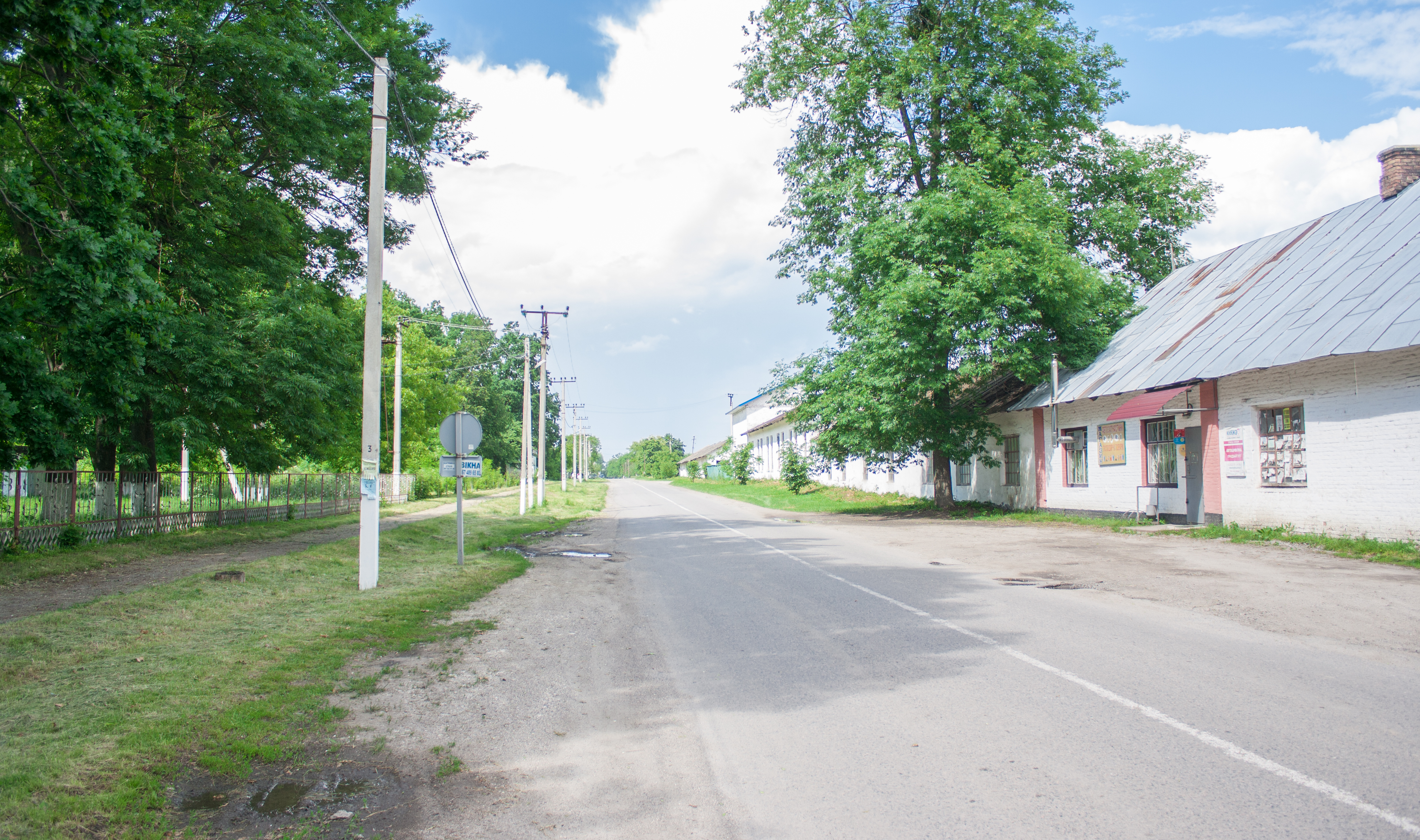
Головна вулиця
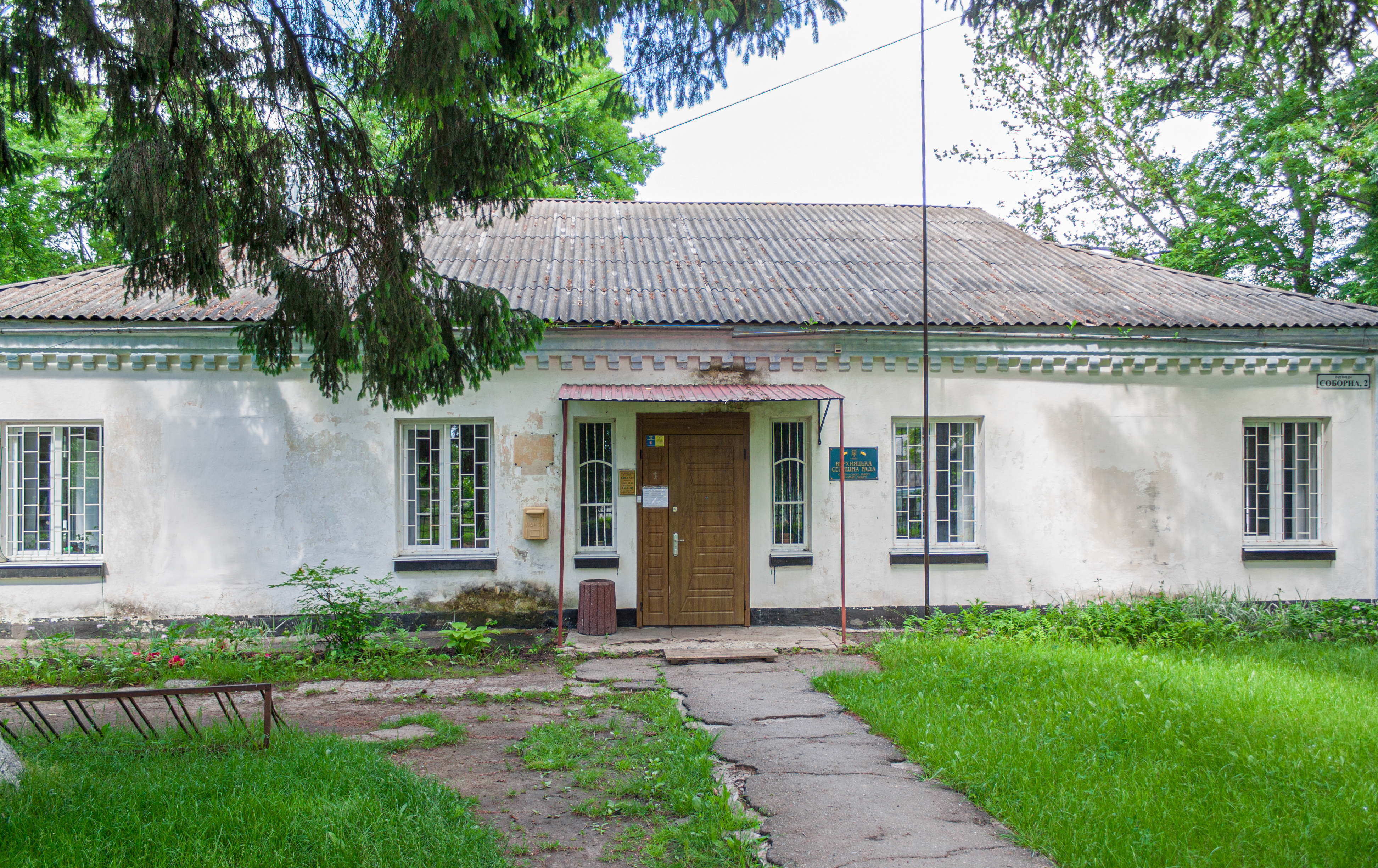
Селищна рада
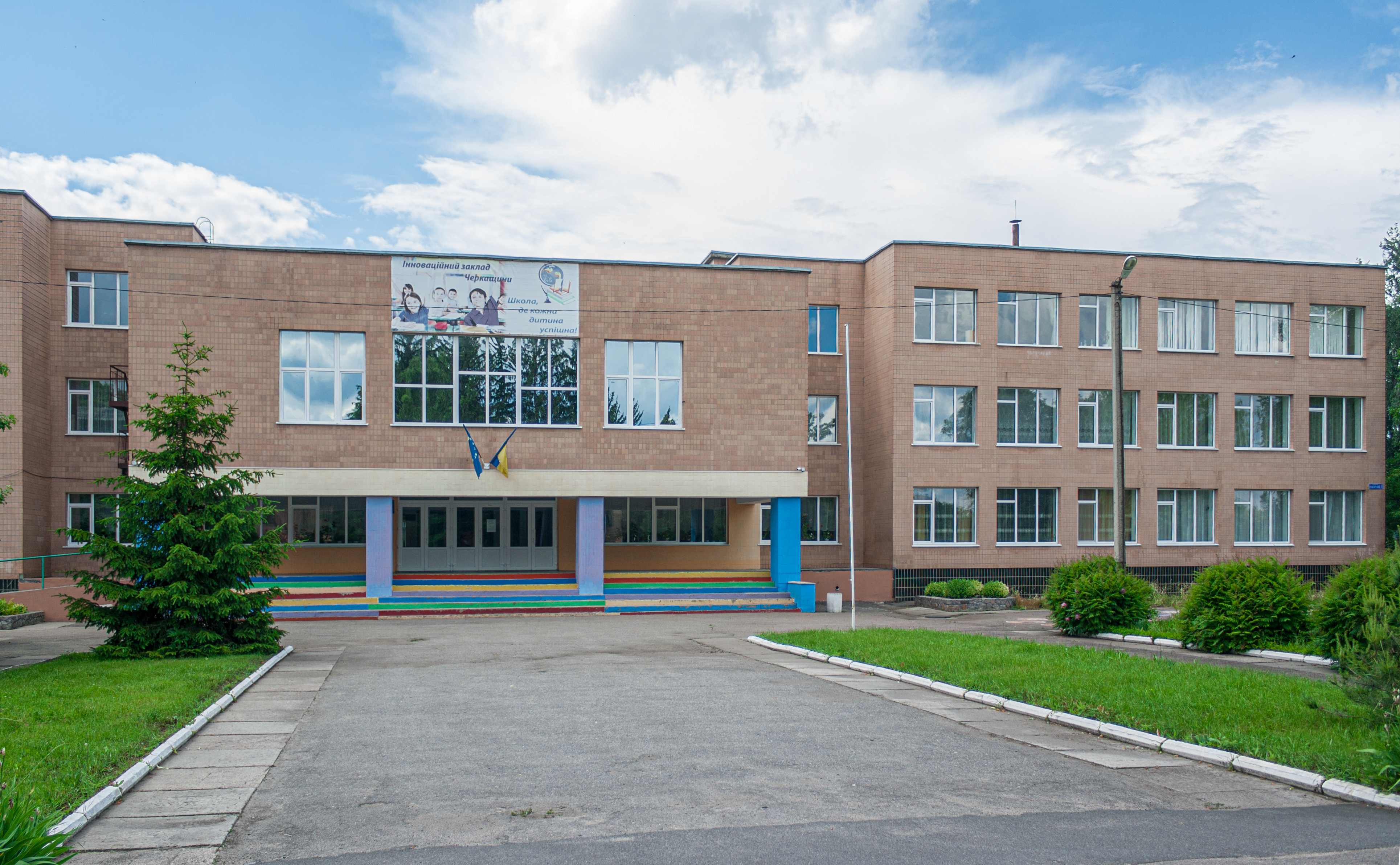
Ліцей
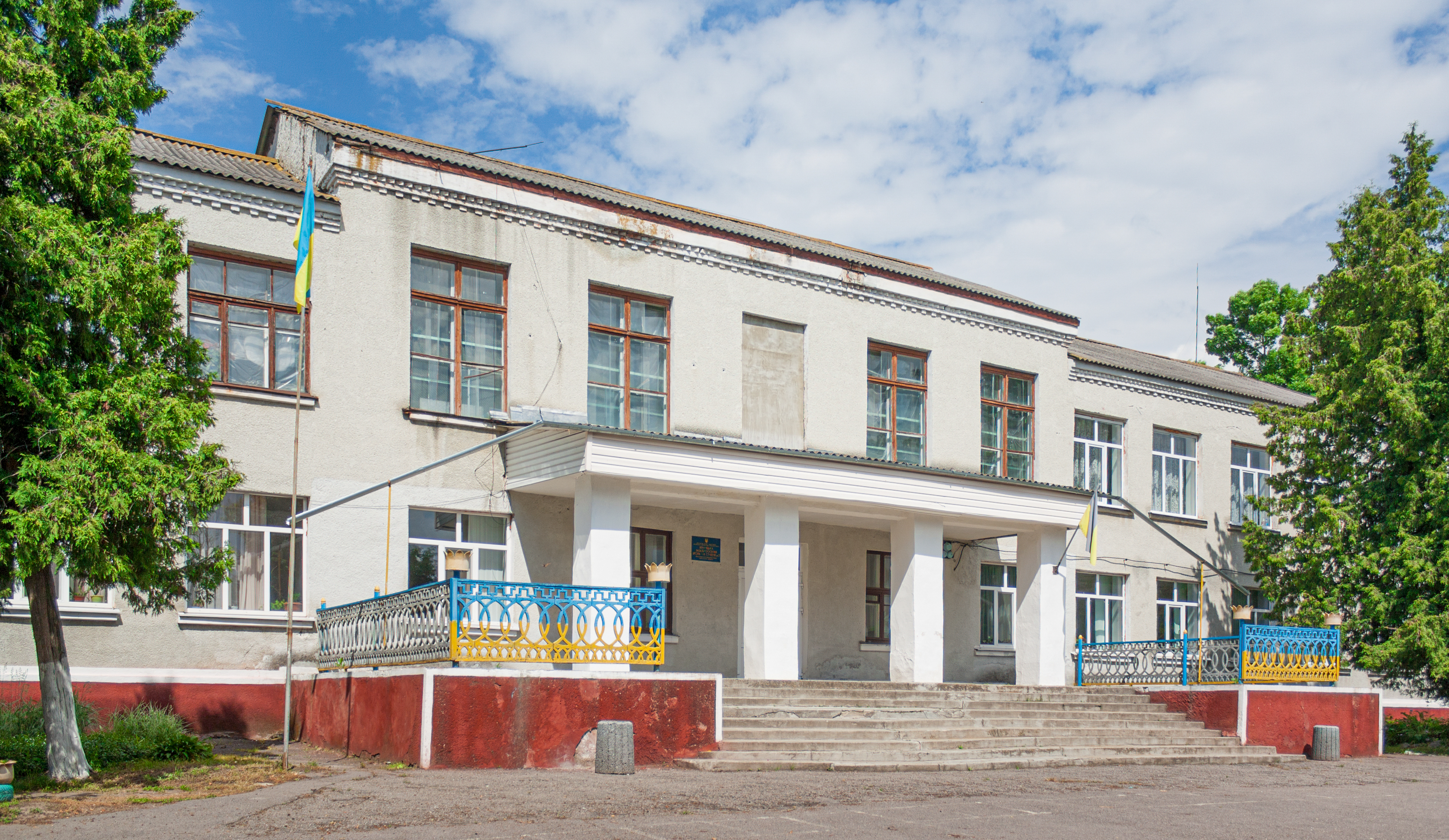
Школа №2
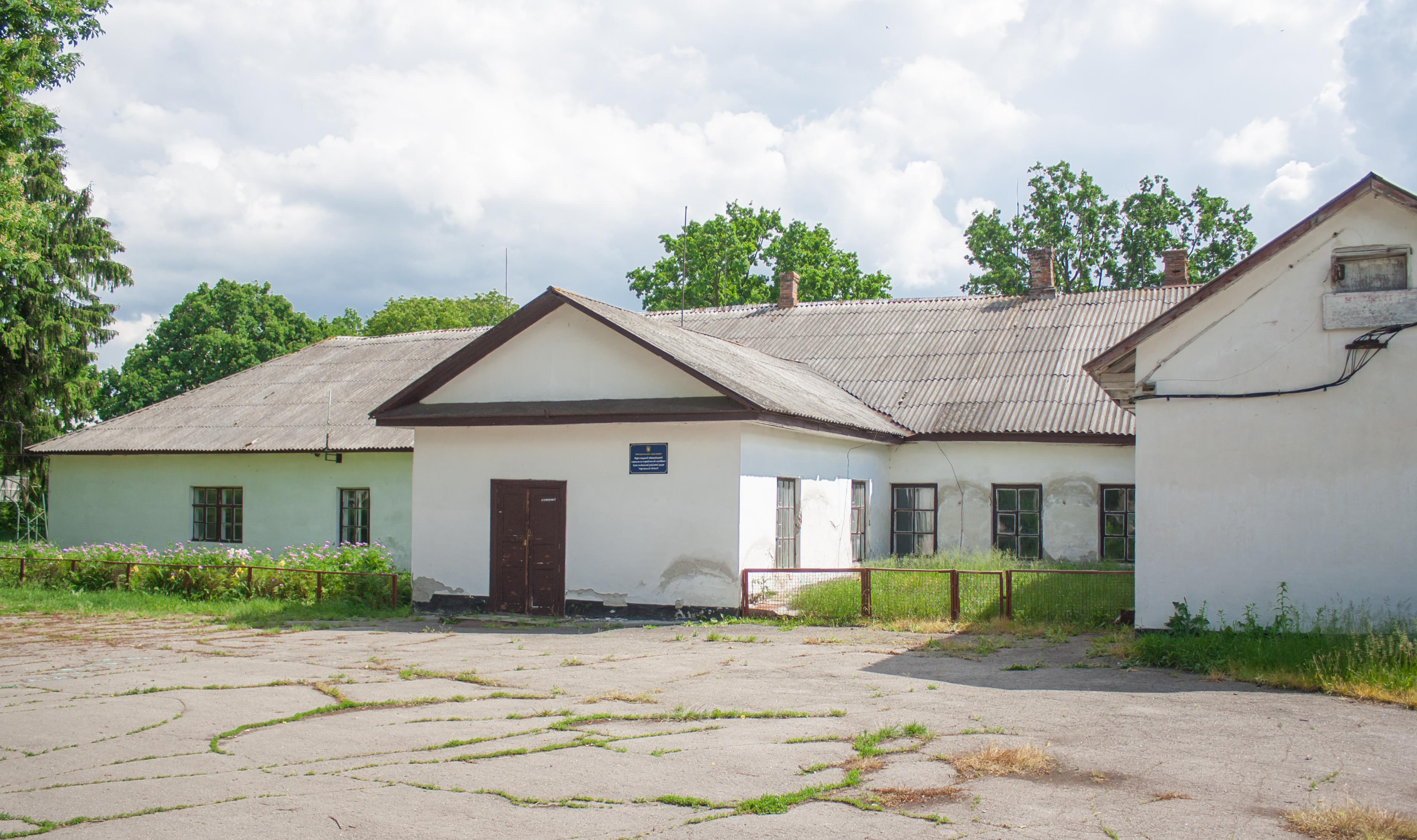
Навчально-виробничий комбінат
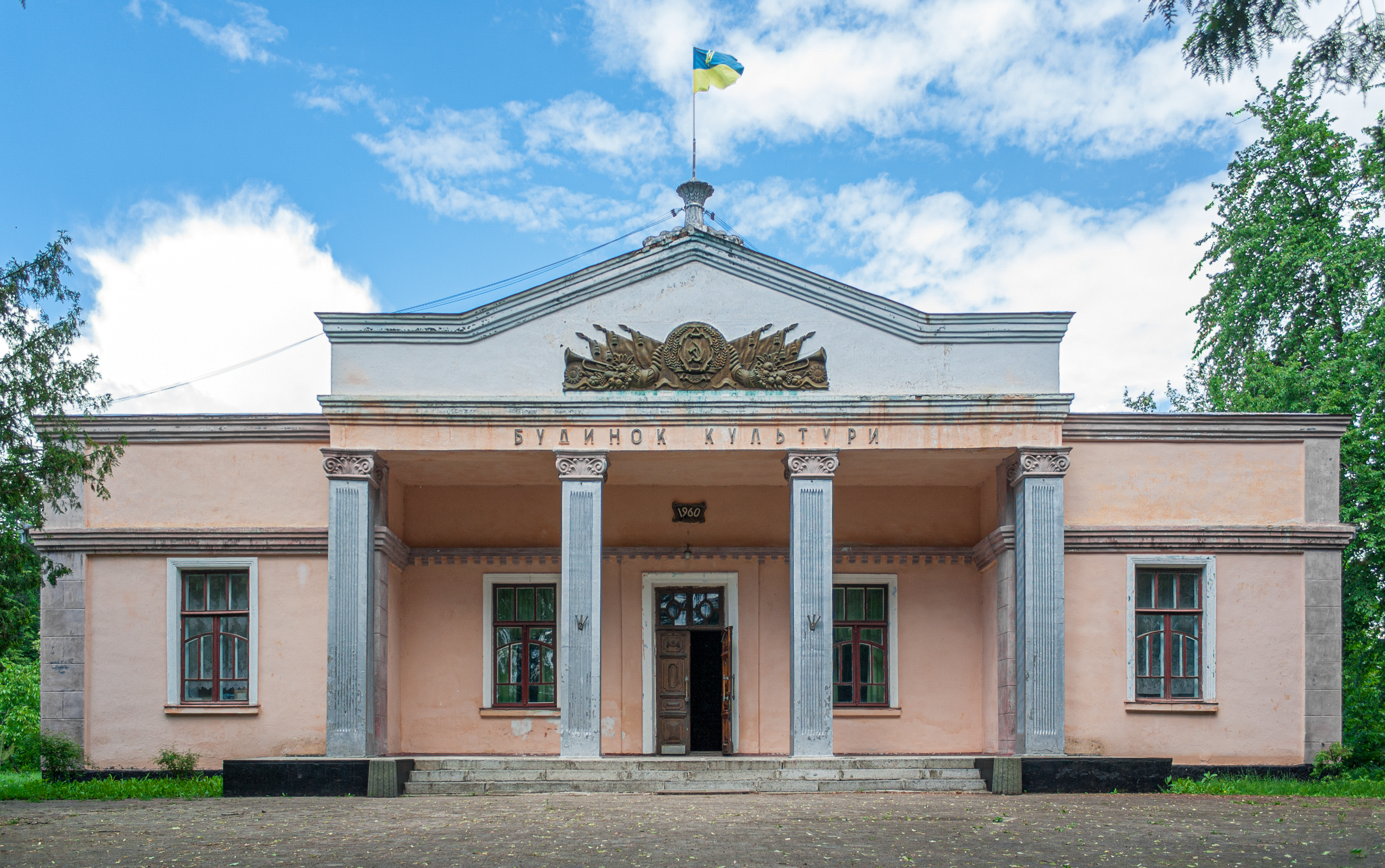
Будинок культури
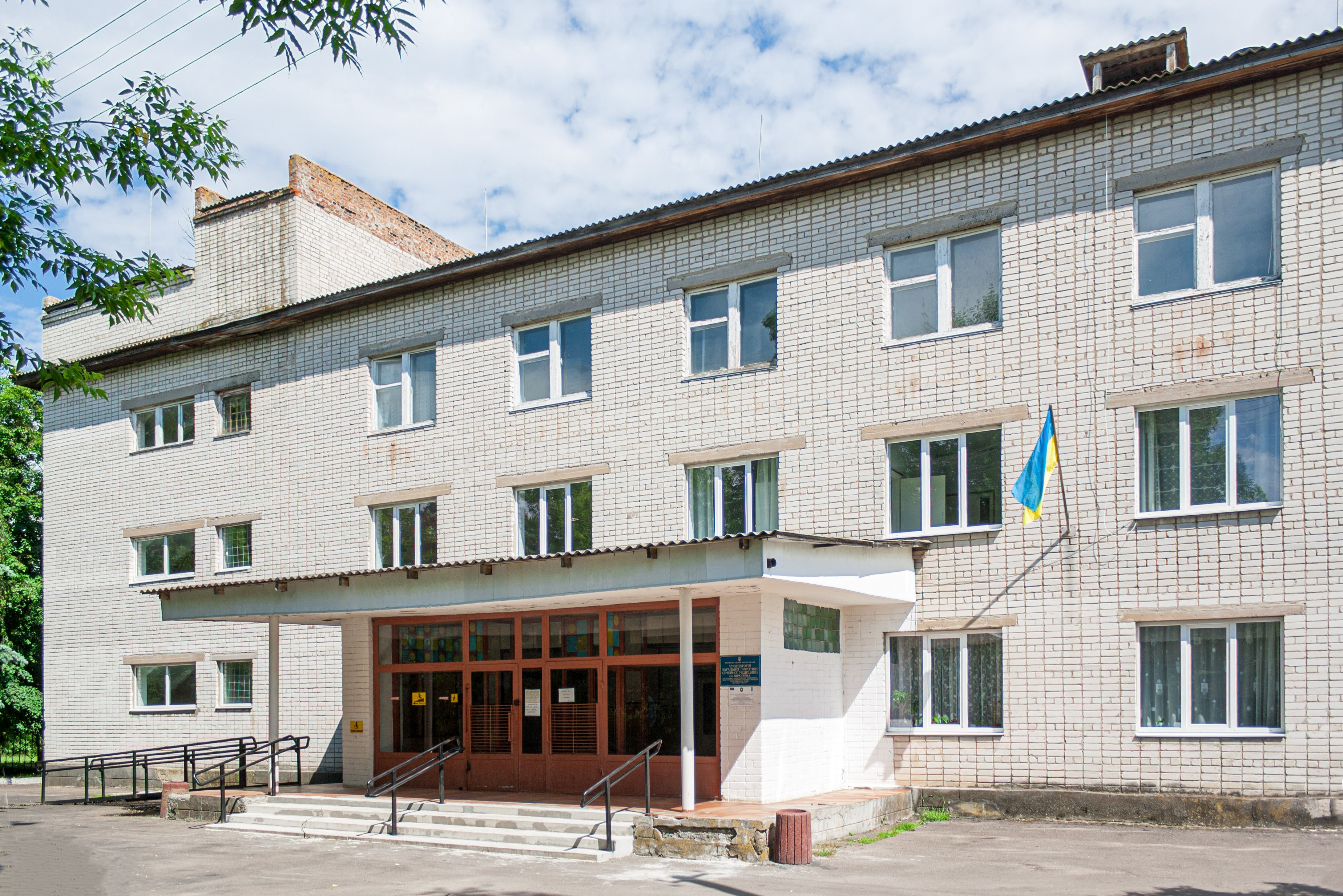
Амбулаторія
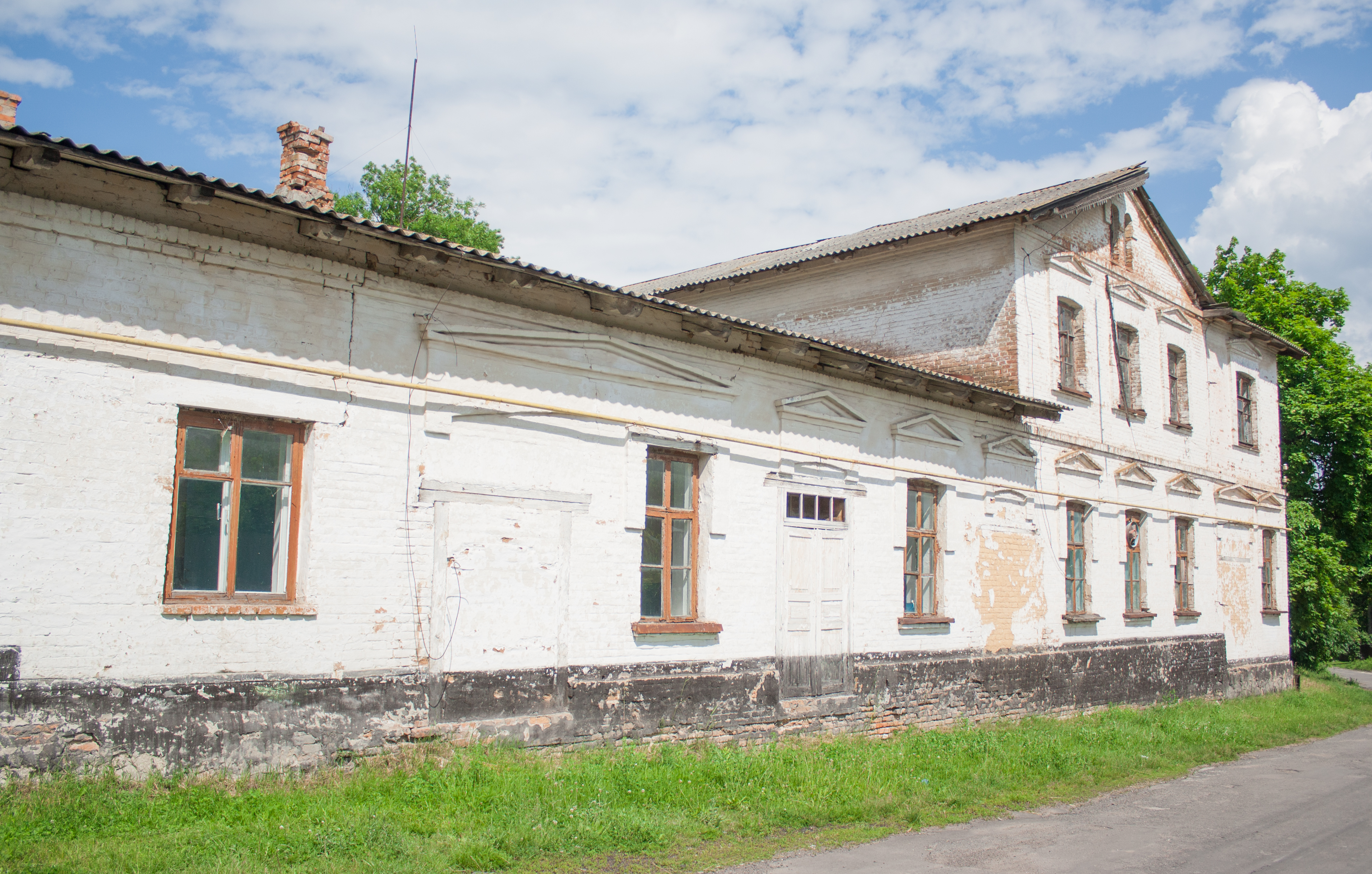
Топкова амбулаторії
Краєзнавчий музей
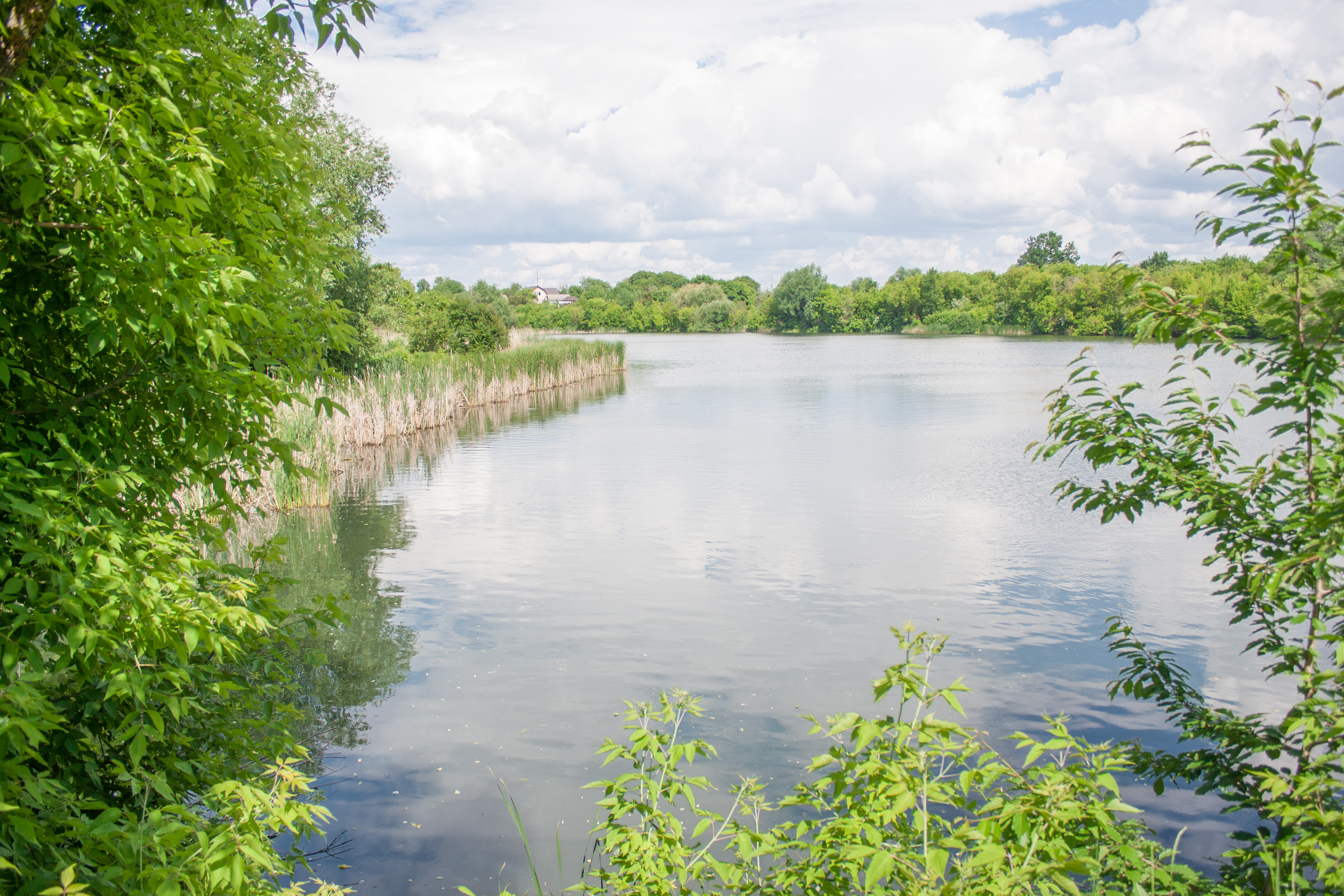
Ставок